# Национално знаме на Косово
Националното знаме на Косово е прието от Събранието на Косово веднага след декларацията за независимост на Република Косово от Сърбия на 17 февруари 2008. Знамето е резултат на междунареден конкурс, организиаран от временните институции за самоуправление, които са под надзора на Обединените нации. Според правилата на конкурса във финалния проект не трябва да се използват национални символи или цветови подреждания на знамената на някои от етносите в страната, като новото знаме трябва да представя всички граждани на Косово. Приетото знаме от косовския парламент предтавлява вариант на предложения проект на Мухамер Ибрахими. На него има изобразени шест сребърни (бели) звезди, подредени дъгообразно, разположени над златна карта на Косово, всичко на син фон. Шестте звези от националното знаме символизират шестте основни етнически групи в страната: албанци, сърби, турци, горани, цигани (в които често са включвани и ашкалите и гюптите) и бошняци. Според противниците на косовската независимост шестте звезди в новото знаме всъщност са шестте области, които националистическите албански кръгове виждат в обединената „Велика Албания“ .
Знамето на Косово наподобява знамето на Босна и Херцеговина като подбор на цветове и концепция за цялостния дизайн – сребърни (бели) звезди, златен (жълт) централен елемент на син фон.

## Знаме, използвано от временната администрация на ООН
По време на ЮНМИК Косово няма свое областно знаме. Вместо собствено знаме по време на официални церемении се използва знамето на ООН.
По време на започналите през 2006 година международни преговори за определянето на крайния статут на Косово повечето етнически албанци предпочитат да използват знамето на Албания, докато сърбите предпочитат да развяват знамето на Сърбия.
По това време няма настоящо или историческо национално, областно или регионално знаме, което да представя територията на Косово. За такова знаме е представяно албанско знаме с червена звезда в левия горен ъгъл, което всъщност е „знаме на албанското малцинство в Социалистическа федеративна република Югославия“.

## Конкурс за ново знаме
На проведения конкурс за знаме на Косово през юни 2007 са подадени 993 проекта. Съгласно изискванията на ООН символите в новото знаме трябва да отразяват всички общности в мултиетническо Косово., като така се цели избягването включването на албанския или сръбски двуглав орел, а така също използването на червено-черно-червено или червено-синьо-бяло подреждане на цветовете на знамето. Допълнитено изискване на ООН е, че всички проекти трябва да имат съотношение на страните 3:2. От всички проекти 700 от тях са спазили изискванията.
Група от косовски политици и експерти, наричани „Единен отбор“, отсяват 3 проекта, които да бъдат гласувани от Събранието на Косово и одобрени с 2/3 от гласовете. Трите отсяти проекти са изпратени за гласуване в Събранието на Косово на 4 февруари 2008 г.

### Одобрени проекти и окончателен избор
- На син фон е поставена бяла карта на Косово, заобиколена от 5 звезди. Те са с различна големина и представят всички етнически общности в страната. Най-голямата от тях представя албанското мнозинство. Проектът е инспириран от знамето на Европа.[10]

- Вертикално трицветно знаме от черна, бяла и червена ивица.[11]

- Вертикално трицветно знаме от черна, бяла и червена ивица. По средата на бялата ивица е поставена спирала (древен дарданиски символ на слънчевия цикъл).[12][13]

На 17 февруари 2008 Събранието на Косово гласува за първото предложение за знаме. То обаче приема модифицирана версия на проекта като в него звездите са с еднаква големина. Цветът на картата е променен на жълт, а на звездите – на бял. Картата е уголемена, а звездите над нея са подредени дъгообразно. Знамето на Косово е едно от петте национални знамена, върху които има изобразена карта. Това са знамето на Кипър, първото знаме на Бангладеш и знамето на Камбоджа от времето на UNTAC. Четвъртото знаме с карта е Знаме на корейското обединение, използвано при спортни събития.
- Одобреният проект, гласуван от косовския парламент на 17 февруари 2008
- Оригиналният проект за знаме
- Алтернативно предложение
- Алтернативно предложение